# Saint-Denis-de-la-Chartre
Saint-Denis-de-la-Chartre var en kyrkobyggnad i Paris, helgad åt den helige martyren Denis. Kyrkan var belägen vid dagens Rue de la Cité på Île de la Cité i fjärde arrondissementet. Tillnamnet ”Chartre” (franska: "fängelse") kommer av att kyrkan uppfördes på resterna av det fängelse, i vilket den helige Denis var internerad.

## Historia
Kyrkan grundades i början av 1000-talet. År 1133 överlät kung Ludvig VI kyrkan åt cluniacenserklostret vid Saint-Martin-des-Champs i utbyte mot mark på Montmartre.
I samband med franska revolutionen stängdes kyrkan Saint-Denis-de-la-Chartre år 1791 och dekonsekrerades. Den nedrevs år 1806 eller 1810.